# NGC 3243
NGC 3243 este o galaxie lenticulară situată în constelația Sextantul. A fost descoperită în 2 aprilie 1886 de către Lewis A. Swift. Se află la o distanță de 76,21 de megaparseci de Pământ.